# Devay
Devay település Franciaországban, Nièvre megyében. Lakosainak száma 472 fő (2022. január 1.). Devay Champvert, Charrin, Cossaye és Decize községekkel határos.

## Népesség
A település népességének változása:
| Lakosok száma | 512  | 509  | 493  | 495  | 495  | 496  | 484  | 472  |
|               | 2013 | 2015 | 2017 | 2018 | 2019 | 2020 | 2021 | 2022 |